# آلمستر
آلمستر (به اسپانیایی: Almoster) یک شهرستان در اسپانیا است که در کاتالونیا واقع شده‌است.

## خصوصیات
آلمستر ۳۳۳ متر بالاتر از سطح دریا واقع شده‌است.